# Duello pianistico
Con duello pianistico si intende una sfida tra due pianisti, una pratica divenuta celebre del Settecento e dell'Ottocento grazie a contese tra musicisti famosi.
L'evento prevede l'alternarsi di momenti musicali in cui gli strumentisti, a turno o insieme, dimostrano le proprie capacità virtuosistiche esibendosi nel proprio repertorio o in improvvisazioni su un tema assegnato. Solitamente le sfide erano riservate all'ambiente aristocratico e ai salotti della nobiltà.

## Origini

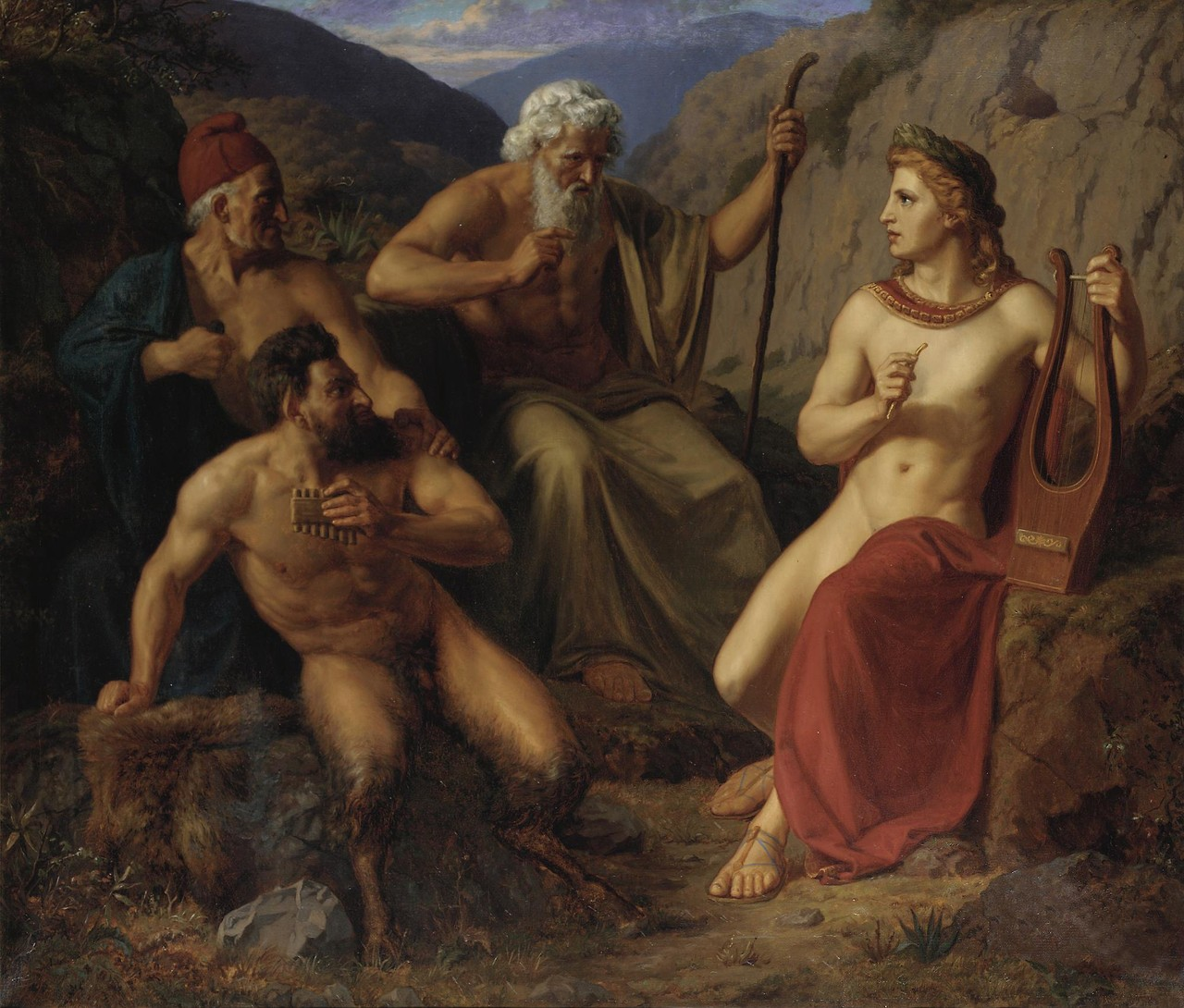
Laurits Tuxen, Il duello musicale di Pan e Apollo.

Possiamo trovare i primi esempi di duello musicale tra i miti del mondo greco-latino. Nell'undicesimo libro delle Metamorfosi di Ovidio (vv. 146-174) viene narrata la contesa tra Pan e Apollo. Dopo aver disprezzato i canti di Apollo, Pan è chiamato a dimostrare la propria bravura in una gara. Giudice è il monte Tmolo, luogo in cui si svolge il duello. Pan è il primo a intonare un canto con la zampogna; a seguire Apollo suona la sua cetra ed ottiene la vittoria. Solo re Mida, testimone della contesa e devoto a Pan, è contrario al verdetto. Apollo è protagonista di un ulteriore duello musicale raccontato nel libro sesto delle Metamorfosi (vv. 382-400). A sfidarlo è il satiro Marsia, entrato in possesso del flauto della dea Atena. La sfida si conclude nuovamente con la vittoria di Apollo.

## Mozart - Clementi

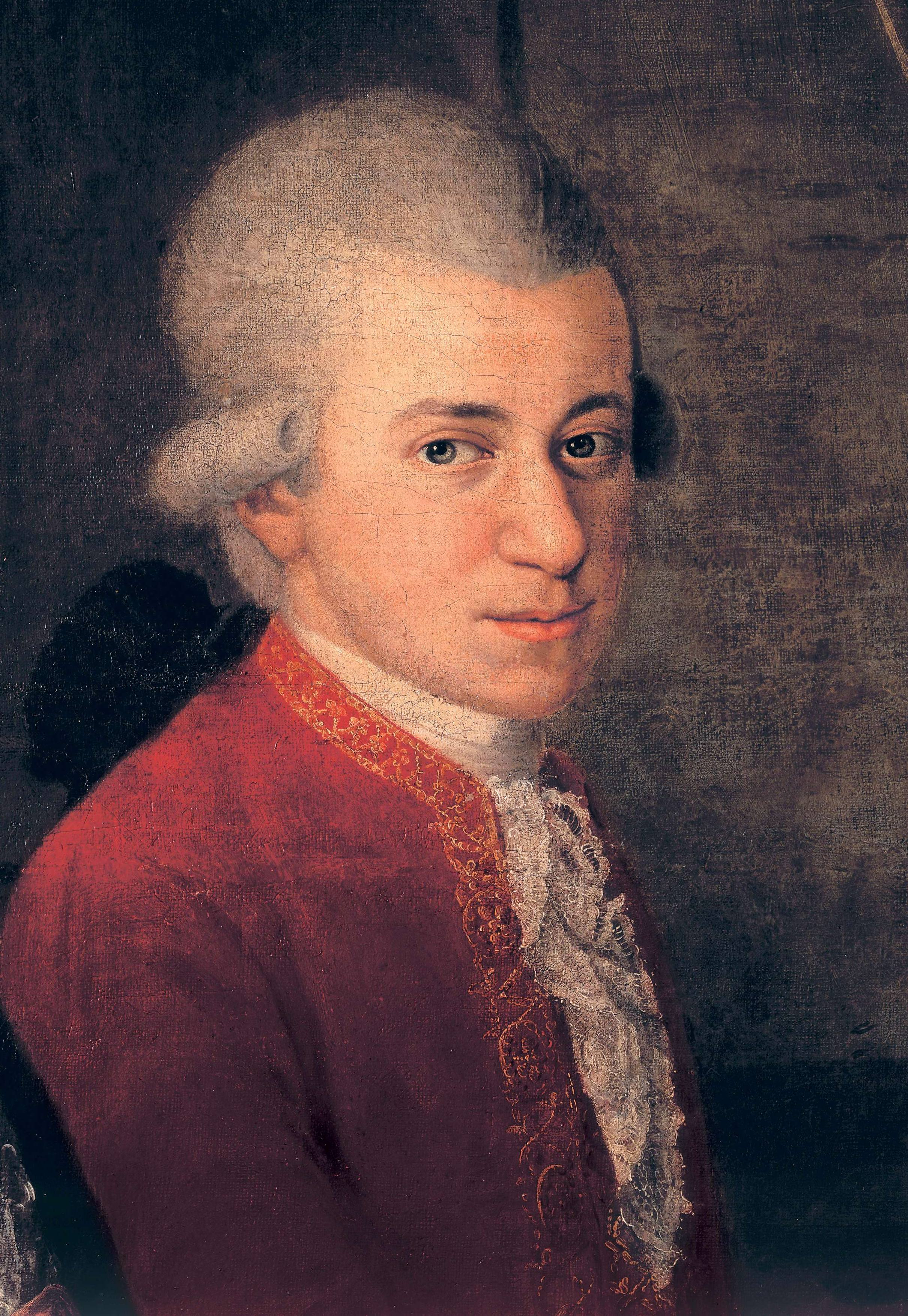
Johann Nepomuk della Croce, Wolfgang Amadeus Mozart.

Il 24 dicembre 1781, alla corte imperiale di Giuseppe II a Vienna, Wolfgang Amadeus Mozart e Muzio Clementi furono protagonisti di una celebre competizione musicale. Tra il 1781 e il 1782 Clementi compì una tournée che lo portò a Parigi, Strasburgo, Monaco e Vienna. Lo stesso Mozart in una sua lettera al padre del 22 dicembre 1781 riporta l'incontro con il pianista italiano a corte.

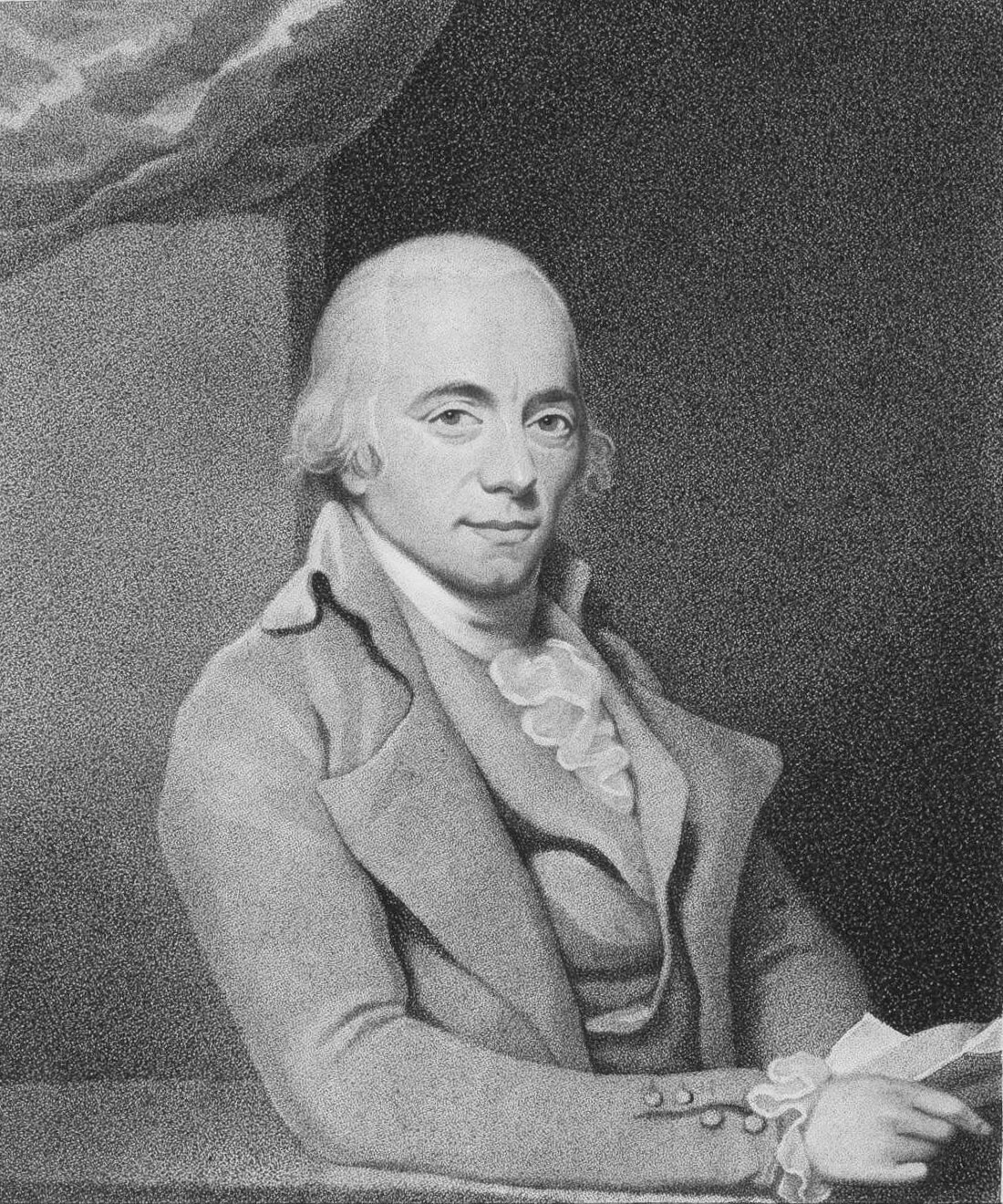
Thomas Hardy, Muzio Clementi.

In una seconda lettera al padre datata 16 gennaio 1782 Mozart racconta come si è svolto il duello con Clementi. I due, dopo essersi scambiati reciprocamente i complimenti di rito, assecondarono le richieste da parte dei reali. L'Imperatore Giuseppe II decise che a cominciare sarebbe stato Clementi, il quale preludiò ed eseguì per intero una sonata. A seguire Mozart suonò una serie di variazioni su un tema. Al termine delle due esibizioni la granduchessa Sofia Dorotea di Württemburg presentò ai due sfidanti lo spartito da lei trascritto di alcune sonate di Giovanni Paisiello, suo maestro di musica a San Pietroburgo. Mozart dovette suonare il tempo Allegro della sonata mentre Clementi l'Andante e il Rondò. Infine i due si alternarono su due pianoforti nell'esecuzione di una serie di variazioni sul tema. Nella lettera Mozart sottolinea come l'imperatore avesse voluto mettere alla prova il maestro italiano assegnandogli uno strumento scordato e con tre tasti bloccati.
Secondo il compositore austriaco l'unica dote di Clementi era una solida capacità tecnica. Al contrario Clementi si espresse in termini più generosi. Sebbene Mozart fosse considerato il vincitore del duello ciò non lo aiutò ad ottenere lo sperato incarico presso la corte viennese.

## I duelli di Beethoven

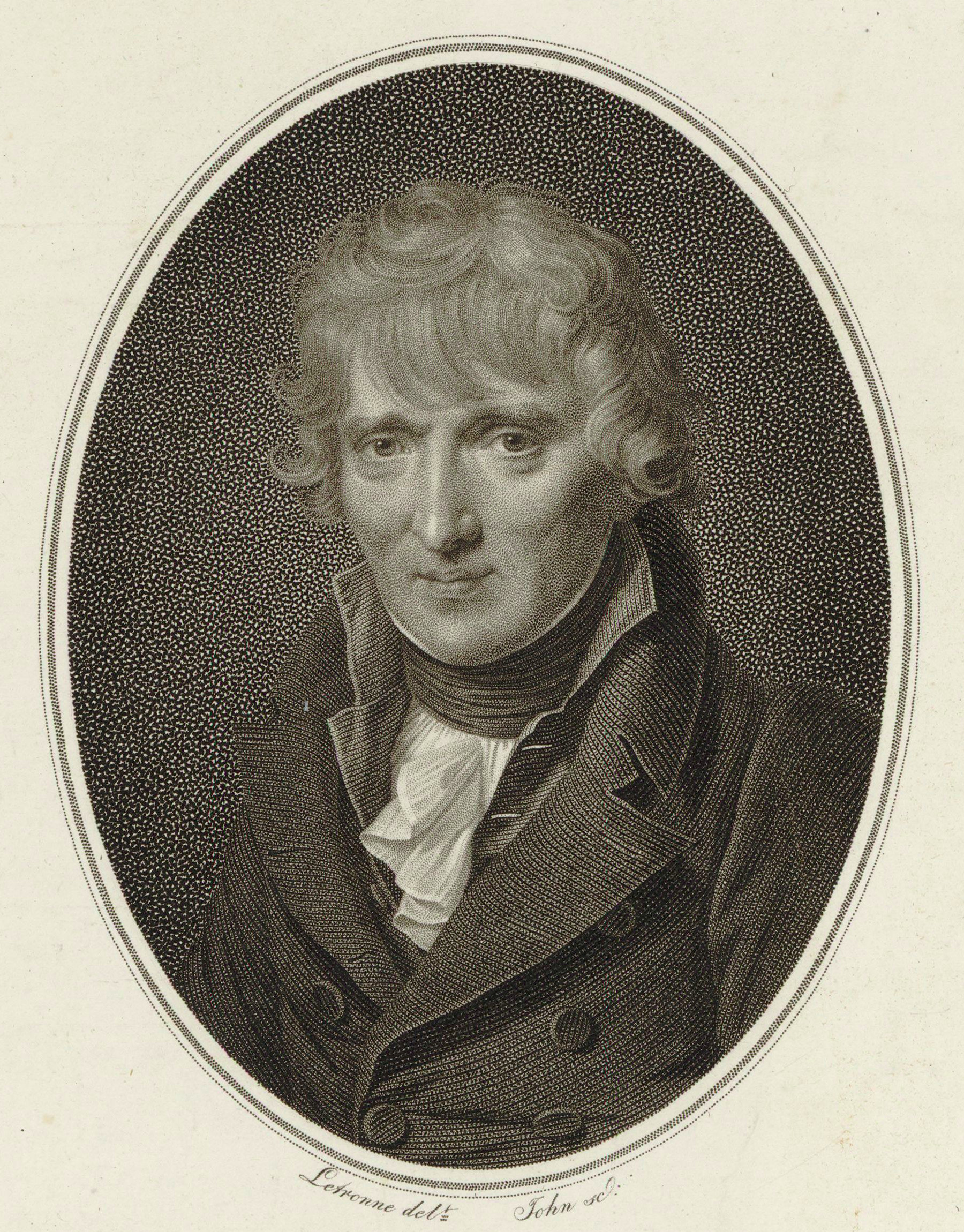
Incisione di Friedrich John su dipinto di Louis-René Letronne, Josef Gelinek.

### Beethoven - Gelinek
Non sono chiare le circostanze in cui si svolse il duello tra Ludwig van Beethoven e Josef Gelinek. Il giovane Beethoven rappresentava la novità nel panorama musicale mentre Gelinek rispondeva a pieno alla richieste del gusto viennese dell'epoca. Beethoven, ancora sconosciuto ai più, aveva ottenuto il sostegno di figure autorevoli dell'aristocrazia. Probabilmente il contesto in cui si svolse la sfida era stato creato dai sostenitori di Beethoven per introdurlo nell'ambiente nobiliare di Vienna. Carl Czerny, pianista e compositore contemporaneo ai due sfidanti, riporta le considerazioni di Gelinek dopo il duello nelle sue memorie Erinnerungen aus meinem Leben.
(Carl Czerny, Erinnerungen aus meinem Leben)
Sebbene non vi siano testimonianze circa il verdetto del duello, date le parole dello stesso Gelinek, è lecito pensare ad una netta vittoria da parte di Beethoven.

### Beethoven - Wölfl

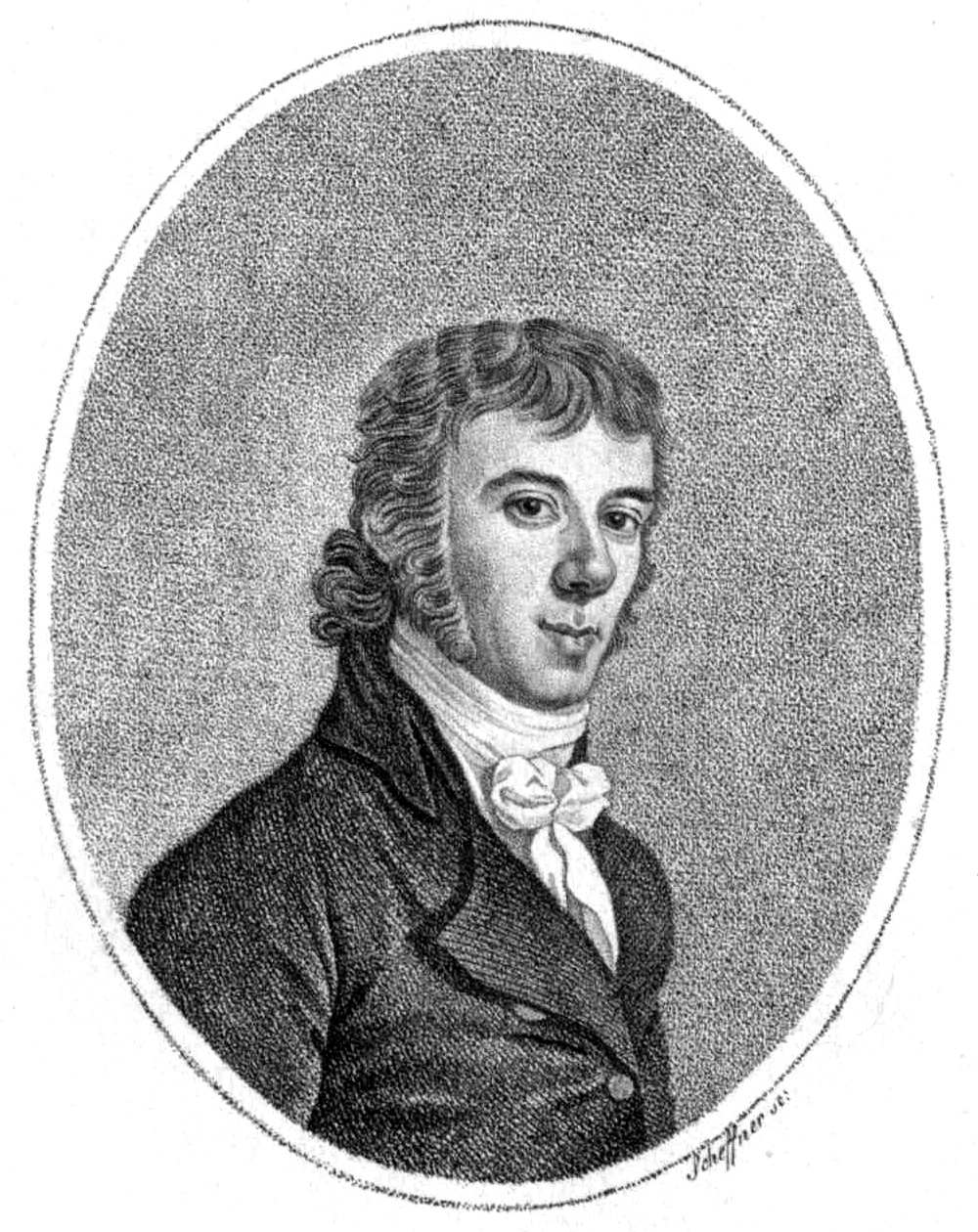
Incisione di Johann Gottfried Scheffner su dipinto di Friedrich von Armeling, Joseph Wölfl.

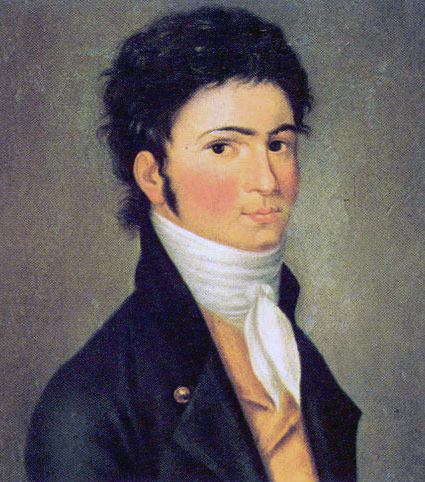
Carl Traugott Riedel, Ludwig van Beethoven.

Nel marzo 1799, presso la casa del Barone Raimund von Wetzlar, Ludwig van Beethoven e Joseph Wölfl si sfidarono in un duello musicale. Se contro Gelinek e, successivamente, contro Steibelt la vittoria per Beethoven fu schiacciante, altrettanto non si può dire in questo caso. Nei dieci anni precedenti al duello Wölfl aveva conquistato popolarità presso il pubblico viennese mentre la carriera di Beethoven era legata principalmente ai salotti aristocratici. Wölfl era un pianista eccellente e dalle doti fisiche peculiari: le sue mani molto grandi gli permettevano virtuosismi tecnici preclusi a molti. La sfida metteva a confronto due diversi ambienti musicali: la spettacolarità virtuosistica e la limpidezza nell'esecuzione di Wölfl, amato da un pubblico vasto, e la potenza espressiva e dinamica di Beethoven, sostenuto dall'aristocrazia colta. Ignaz von Seyfried, testimone della sfida, descrive lo svolgimento del duello. Tra i sostenitori di Beethoven spiccava la figura del Principe Karl Lichnowsky, mentre tra i sostenitori di Wölfl il più attivo era sicuramente il Barone von Wetzlar, uomo colto e brillante, nonché ospite del duello. I due virtuosi incominciarono ad esibirsi con i brani più recenti di loro composizione. In alcuni momenti sedevano contemporaneamente ai due pianoforti e si alternavano improvvisando su temi proposti l'un l'altro, dando vita a Capricci a quattro mani. Il duello si concluse con una sostanziale parità tra i due sfidanti sebbene col tempo la fama di Beethoven portò a considerarlo vincitore della contesa.

### Beethoven - Steibelt

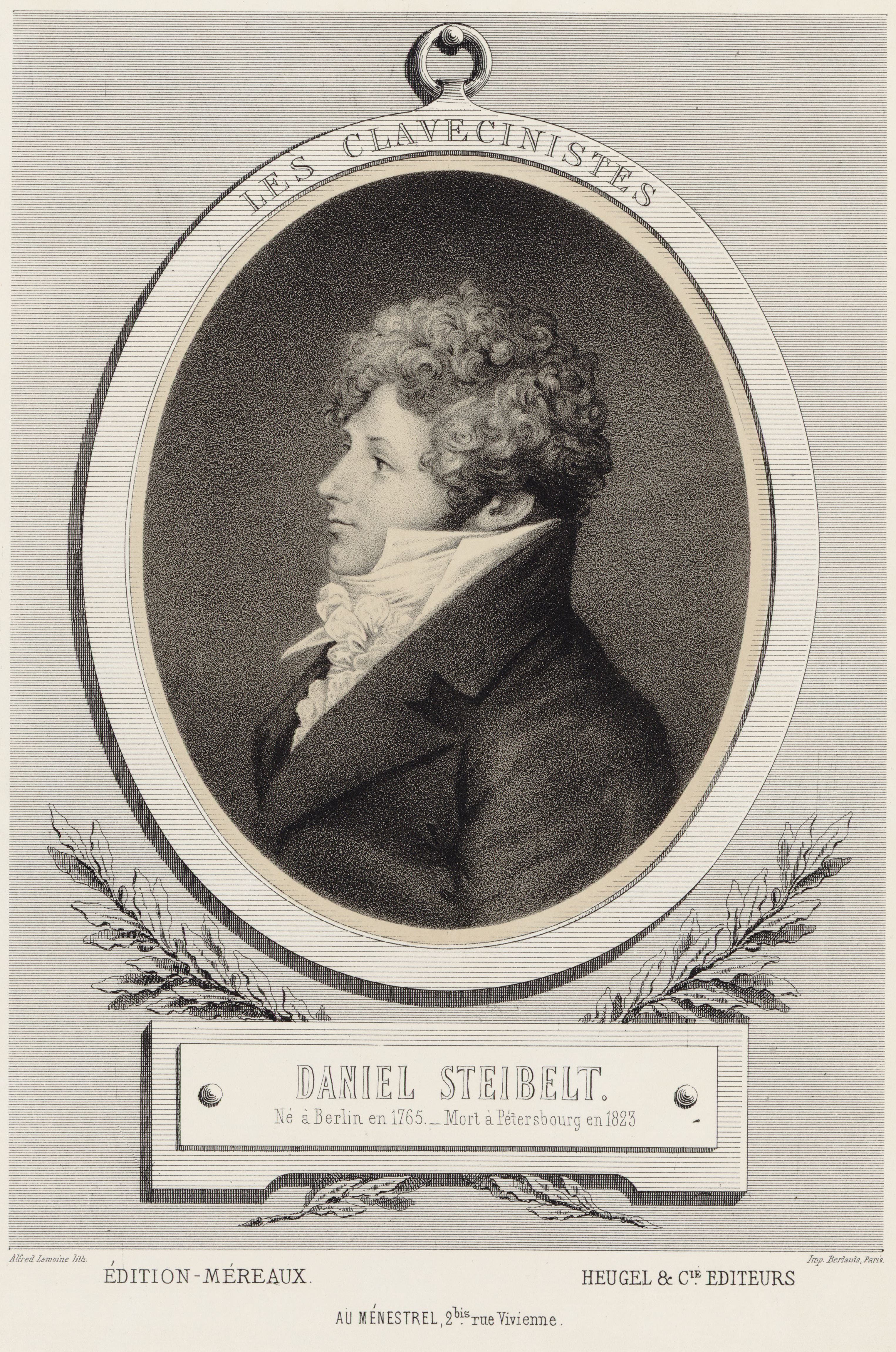
Daniel Steibelt.

Daniel Steibelt, uno dei più rinomati pianisti europei, giunse a Vienna nel 1800. Incontrò Ludwig van Beethoven presso la dimora del Conte Fries. Ferdinand Ries, in una delle prime biografie del compositore, Biographisce Notizen über L. van Beethoven, descrive lo svolgimento del duello. Steibelt suonò un quintetto di sua composizione ottenendo grandissimo successo. Successivamente si esibì in un'improvvisazione sul tema conclusivo dell'ultimo movimento di un trio di Beethoven. Secondo Ries tale improvvisazione risultò palesemente preparata in anticipo e studiata accuratamente. A seguire Beethoven si sedette al pianoforte e cominciò ad improvvisare. Prese la parte di violoncello del quintetto suonato da Steibelt in apertura e, dopo averla rigirata al contrario, suonò il primo tema con un dito solo. Il palese affronto provocò in Steibelt una rabbia tale da spingerlo ad abbandonare la sala prima ancora che Beethoven avesse terminato. Si narra che in seguito al duello Steibelt non volle più incontrare Beethoven e per ogni invito ricevuto era sua premura accertarsi che il rivale non comparisse tra la lista dei presenti.

## Liszt - Thalberg

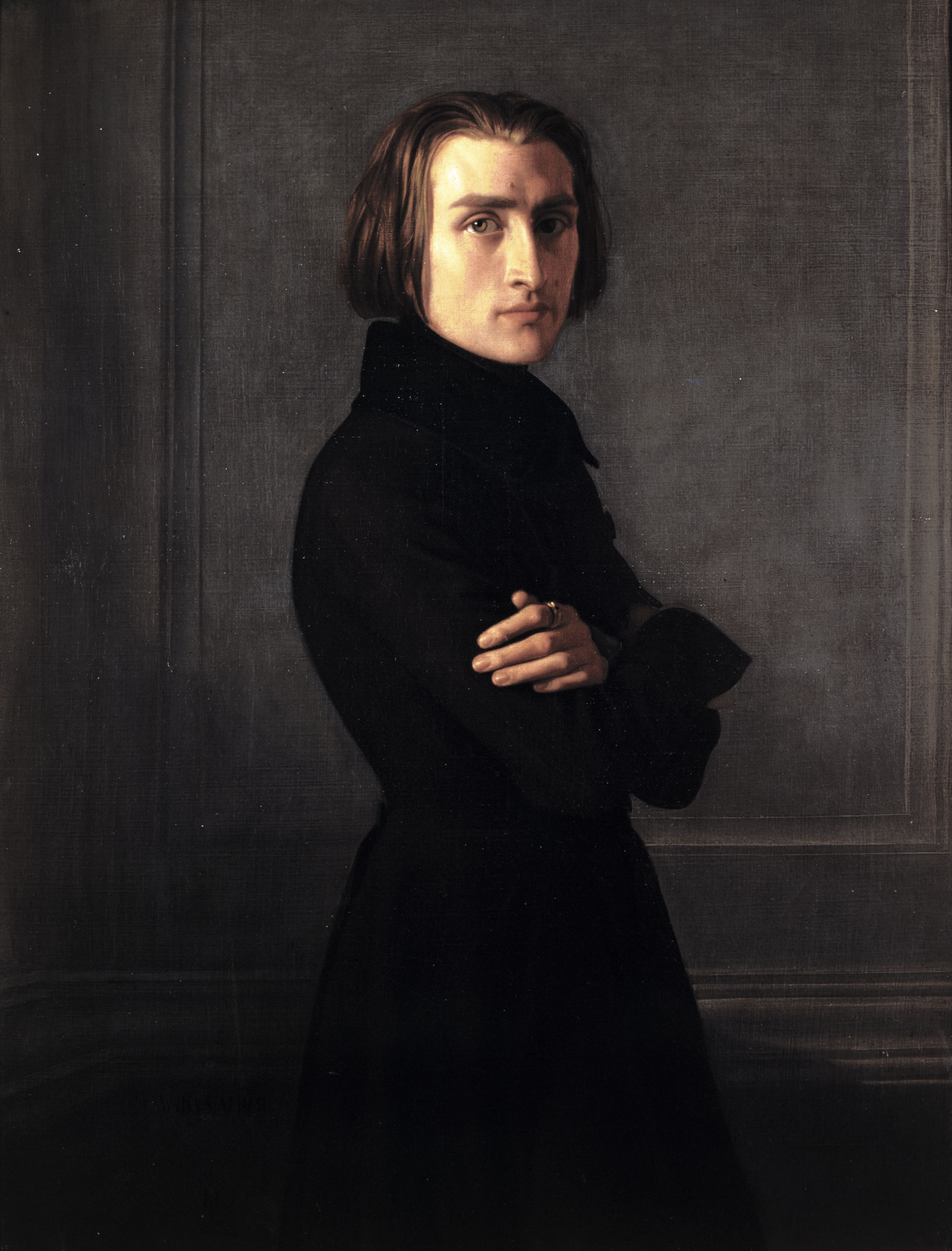
Henri Lehmann, Frantz Liszt.

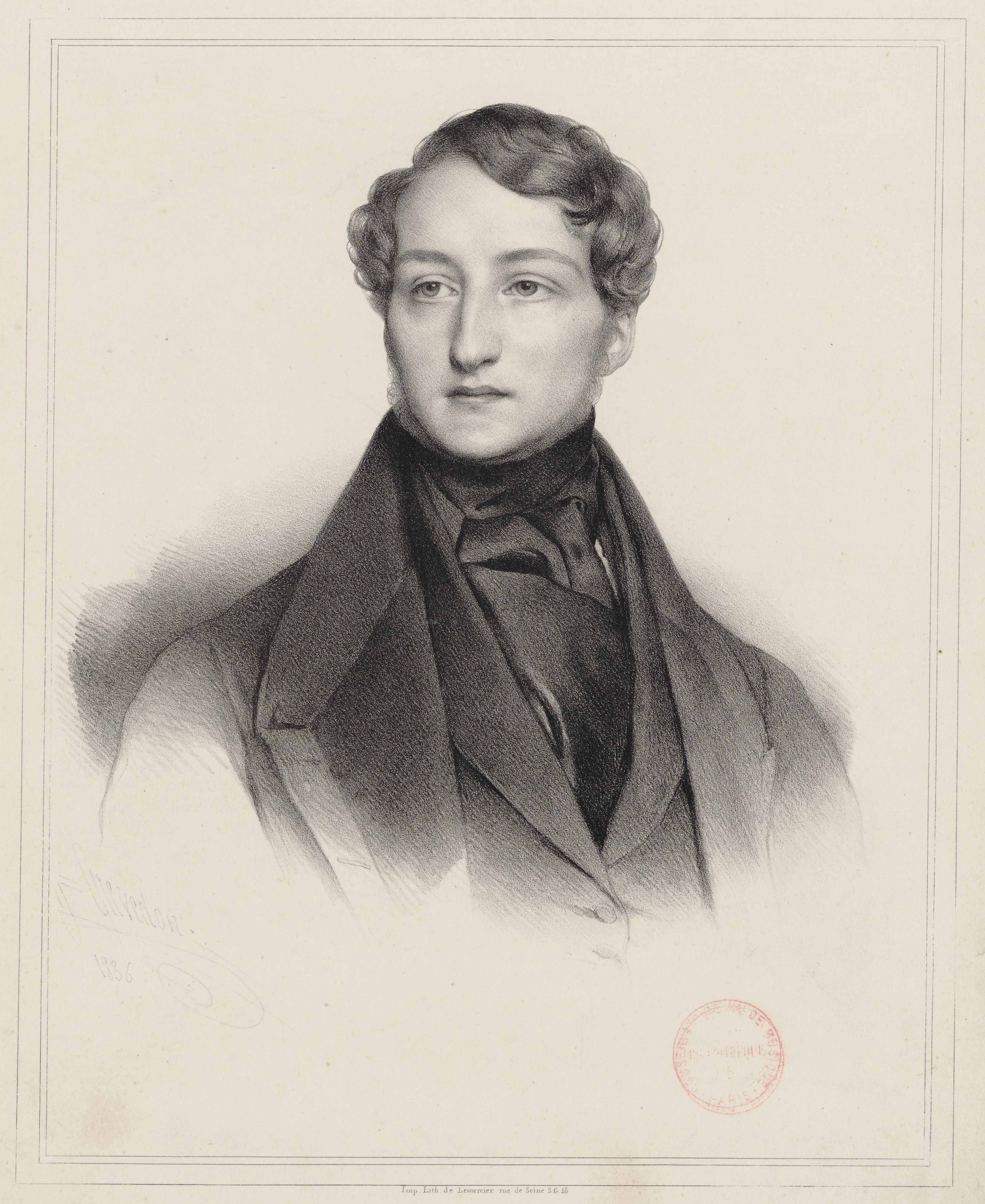
Litografia di Henri Grevedon, Sigismond Thalberg.

La sera del 31 marzo 1837, a Parigi, nella dimora della Contessa Cristina Belgiojoso, donna di estrema cultura e fascino, si tenne il celebre duello tra Franz Liszt e Sigismond Thalberg. Liszt frequentava assiduamente il salotto della Belgiojoso dunque l'ambiente in cui si svolse la sfida era per lui congeniale. La fama di Thalberg a Parigi crebbe a tal punto da attirare l'attenzione del pubblico parigino che cominciò a prendere le parti di uno o dell'altro a seconda del gusto o dell'estrazione sociale. Ne nacque una vera e propria querelle alimentata dalla stampa e, alla fine, il duello si considerò pari. Lo si può vedere con ciò che scrisse il critico Jules Janin quanto la sfida nel Journal des Débats del 3 aprile 1837.[2][3]
(Jules Janin, Journal des Débats 3 aprile 1837)